# Donata Wenders
Pour les articles homonymes, voir Wenders.
Donata Schmidt, ou Donata Wenders depuis son  mariage, est une photographe allemande, née le 20 juin 1965 à Berlin.
Elle est mariée avec le cinéaste Wim Wenders et a travaillé sur de nombreux films qu'il a réalisés.

## Biographie
Donata Wenders fréquente la Rudolf-Steiner-Schule à Berlin, et étudie ensuite les sciences de la communication avec une spécialisation en photographie à l'Université libre de Berlin. Entre 1987 et 1989, elle vit à Stuttgart, où elle poursuit ses études de cinéma et de photographie à l'Académie d'État des beaux-arts de Stuttgart (de). Elle a ensuite travaillé dans le cinéma en tant qu'assistante-opératrice. Depuis 1995, elle se consacre exclusivement à la photographie
Elle préfère photographier les gens. Cela se traduit principalement par des photos en noir et blanc
Donata Wenders a réalisé de nombreux portraits de personnalités, comme l'écrivain Siri Hustvedt, la chorégraphe Pina Bausch, l'artiste Leiko Ikemura , l'écrivain Peter Handke, le créateur de mode Yohji Yamamoto ou encore le photographe Peter Lindbergh,.
Grâce à son mari Wim Wenders, Donata Wenders a eu l'occasion de photographier de nombreux artistes pendant les tournages de ses films, parmi lesquels notamment Milla Jovovich, Andie MacDowell, Buena Vista Social Club, BAP — l'un des groupes de rock germanophones les plus connus — ou encore Die Toten Hosen, le groupe allemand de punk rock originaire de Düsseldorf constitué autour du leader Campino. Lors du tournage du long métrage 3D Every Thing Will Be Fine en 2015, elle a créé l'installation cinématographique « James Reading - Reading James », composée de photographies et de films qui ont été projetés en 2016 au Musée Weserburg d'art moderne (de) à Brême ,.
Donata Wenders a conçu et réalisé des pochettes de disques pour Die Toten Hosen comme par exemple pour les albums Auswärtsspiel (de) et Nur zu Besuch (de). Elle a également travaillé pour U2, Sam Phillips, 2raumwohnung, ou encore Wolfgang Niedecken (de).
Donata Wenders est membre du conseil d'administration de la Fondation Wim Wenders à Düsseldorf

### Vie privée
Donata Wenders est l'épouse du réalisateur allemand Wim Wenders.

## Expositions

### Expositions personnelles
- 1997 : Palazzo Ducale, Parme
- 1999 : Galerie Einstein, Unter den Linden, Berlin
- 1999 : Gallery of Contemporary Photography, Los Angeles
- 1999-2001 : Buena Vista Social Club, Exposition itinérante avec des œuvres du Buena Vista Social Club, en Asie et en Amérique du Sud
- 2000 : Huis Marseille, Amsterdam
- 2000 : Teatro Della Visione, Milan
- 2000 : Galerie M. C., Zweibrücken
- 2000 : Galerie Schirmer/Mosel, Munich
- 2002 : Galleria Allessandra Bonomo, Rome
- 2003 : Monika Mohr Galerie, Hambourg
- 2004 : Galleria Ferragamo, Florence
- 2005 : Bari, Bari, Italie
- 2005 : Born in the 60ies, C/O Berlin
- 2006 : Islands of Silence, Abbaye de Königsmünster, Meschede
- 2007 : Heilig 1, Gloriahalle, Düsseldorf
- 2007 : Kleine Ewigkeiten, Monika Mohr Galerie, Hambourg
- 2009 : Kleine Ewigkeiten. Photographie de Donata Wenders, Ulm
- 2014 : Silent Traces –  Johanna Breede, Berlin[8]
- 2015 : Handmade Photography, Photowerk, Kommunale Galerie, Berlin
- 2015 : Vanishing Point. Donata Wenders – Robert Bosiso, commissariat de Laura Schmidt, Galleria Doris Ghetta, Bolzano
- 2015 : Places of the Mind. Wim & Donata Wenders, Polka Galerie, Paris
- 2017 : Donata Wenders. Im Licht der Zeit, Bank für Tirol und Vorarlberg (de), Innsbruck, Autriche
- 2018 : Gelesene Zeit, Johanna Breede, Berlin[8]
- 2018 : Leiko Ikemura im Dialog mit Donata und Wim Wenders, Fondation Brandenburger Tor, Max Liebermann Haus, Berlin[9]
- 2018 : Donata Wenders. Gestures of Light, Atelier Jungwirth, Graz[10]
- 2019 : Photographien von Donata Wenders, commissariat de Anna Duque y González de Durana (de), Neue Galerie Gladbeck (de), Gladbeck[11]

### Expositions collectives
- 2015 : Through Women’s Eyes. From Diane Arbus to Letizia Battaglia, commissariat de Francesca Alfano Miglietti, Casa dei Tre Oci, Venise
- 2016 : The space between the characters can carry the load, Collection Ivo Wessel, Musée Weserburg d'art moderne (de), Brême
- 2018 : (de) Vom Verschwinden und Erscheinen – Über das Ephemere in der Fotografie, Fondation Alfred Ehrhardt (de), Berlin[12]

## Filmographie
Sauf indication contraire, les informations mentionnées dans cette section peuvent être confirmées par la base de données cinématographiques IMDb,  présente dans la section « Liens externes ».
Sauf précision contraire, les films suivants sont réalisés par Wim Wenders.

### Photographe de plateau
- 1995 : Par-delà les nuages
- 1997 : The End of Violence
- 1998 : Willie Nelson at the Teatro (documentaire)
- 1999 : Buena Vista Social Club (documentaire)
- 2000 : The Million Dollar Hotel
- 2003 : The Soul of a Man  (documentaire)
- 2004 : Land of Plenty
- 2005 : Don't Come Knocking
- 2008 : Rendez-vous à Palerme
- 2010 : If Buildings Could Talk (court métrage)
- 2010 : Problema (documentaire) de Ralf Schmerberg
- 2011 : Pina (documentaire)
- 2015 : Every Thing Will Be Fine
- 2016 : Les Beaux Jours d'Aranjuez
- 2023 : Anselm : Le bruit du temps (documentaire)

### Autres
- 1995 : Par-delà les nuages - assistante de Wim Wenders
- 2003 : The Soul of a Man (documentaire) - opératrice caméra DV
- 2014 : Le Sel de la Terre (documentaire) - caméra additionnelle
- 2018 : Le Pape François : Un homme de parole (documentaire) - caméra accélérée
- 2023 : Perfect Days - création des installations oniriques